# Ghiacciaio Goldman
Il ghiacciaio Goldman è un ghiacciaio alpino lungo circa 7 km situato nella zona centrale dei colli Kukri, nella regione centro-occidentale della Dipendenza di Ross, in Antartide. Il ghiacciaio, il cui punto più alto si trova a circa 1600 m s.l.m., si trova in particolare a est del ghiacciaio Moa e fluisce verso nord partendo dal versante nord-occidentale del picco Rahi e scorrendo lungo il versante sud-orientale della valle di Taylor, senza però arrivare sul fondo della valle ma alimentando i piccoli laghi glaciali sul fondo di questa attraverso dei rivoli di ghiaccio sciolto che partono dal suo termine.

## Storia
Il ghiacciaio Goldman era stato già avvistato nel corso della spedizione Terra Nova, condotta dal 1910 al 1913 e comandata dal capitano Robert Falcon Scott, ma è stato così battezzato solo in seguito dal Comitato consultivo dei nomi antartici in onore di Charles R. Goldman, un biologo del Programma Antartico degli Stati Uniti d'America che effettò studi in questa zona nella stagione 1962-63.